# Johann Aloys Josef von Hügel
Johann Aloys Josef von Hügel (Coblenza, 14 novembre 1753 – Hietzing, 30 agosto 1825) è stato un diplomatico e politico austriaco.
Fu custode dei gioielli della corona imperiale dal 1796 al 1800, dopo il necessario trasferimento dal loro secolare deposito a Norimberga e poi a Ratisbona. In seguito li trasferì al tesoro imperiale a Vienna. Fu anche determinante nella perizia disposta sulla corona imperiale da parte di Francesco II del Sacro Romano Impero.

## Biografia
Figlio del consigliere di Treviri, Matthias Hügel († 1782), e di sua moglie Anna Gertrud Dötsch, Johann Aloys von Hugel nacque a Coblenza nel 1753.
Dopo aver completato i propri studi, divenne avvocato a Coblenza nel 1776 ed in seguito fu consigliere di corte e consigliere privato di stato. Nel 1787 sposò la figlia del professor Holthof di Magonza. Per il suo lavoro come ambasciatore elettorale dell'elettore di Treviri dal 1790 e per i suoi contributi per Leopoldo II del Sacro Romano Impero, nel 1791 ricevette il titolo di barone.
Dopo essere temporaneamente caduto in disgrazia presso l'elettore di Treviri, von Hügel si unì al servizio diplomatico imperiale nel 1793 e venne prescelto a rappresentare l'imperatore presso la dieta imperiale di Ratisbona, lavorando a stretto contatto col Konkommisar Carlo Anselmo di Thurn und Taxis. Nel 1794, von Hügel divenne il suo successore. Tra il 1796 ed il 1798 pubblicò diversi opuscoli politici sotto pseudonimo.
Con l'approssimarsi dei problemi politici e col crescere delle agitazioni a seguito della Rivoluzione Francese, nel luglio 1796 von Hügel prese l'iniziativa segretamente di trasferire la maggior parte delle insegne imperiali dalla città imperiale di Norimberga a quella di Passavia dove rimasero per circa un mese. L'altra parte giunse a destinazione a settembre di quello stesso anno. Successivamente, trasportò i gioielli della corona a Ratisbona e vi rimasero sino al 1800 nel palazzo dei principi Thurn und Taxis. Nel 1800 si preoccupò di consegnare l'intero tesoro alla corte imperiale di Vienna.
Nel 1804 von Hügel fu chiamato a Vienna e nel 1806 si occupò di redigere una perizia sulla corona imperiale assieme a Johann Philipp von Stadion. In quello stesso anno, divenne inviato imperiale in vari stati della Confederazione del Reno, ma si dimise poco dopo dai suoi incarichi pubblici con la nomina di Metternich a cancelliere imperiale.
Nel 1813 gli fu affidato il governo del Granducato di Francoforte. Dopo che questo territorio dovette essere ceduto alla Germania a seguito del Congresso di Vienna, von Hügel si ritirò a vita privata e morì a Hietzing, vicino a Vienna, nel 1825.

## Matrimonio e figli
Nel 1787, a Magonza, sposò Susanne Holthoff (1768–1837), una delle figlie del medico di corte di Magonza, il Dr. Franz Wilhelm Holthoff, e di sua moglie Anna Ursula Wehenkel. La coppia ebbe due figli e tre figlie, tra cui:
- Clemens Wenzel (1792–1849), direttore dell'Archivio di Stato di Vienna
- Carl Alexander (1795-1870), militare, diplomatico e naturalista
- Maria Anna Franziska (n. il 15 ottobre 1793)
- Maria Dorothea Franzisca (n. il 6 ottobre 1803), sposò il conte Anton August Karl Heinrich von Hardenberg (1802–1849), consigliere di legazione ad Hannover, ambasciatore a Berlino ed a Dresda

Tra i suoi nipoti si ricordano Anatole von Hügel (1854-1928), antropologo, e Friedrich von Hügel, filosofo della religione.
| Controllo di autorità | VIAF (EN) 72161212 · ISNI (EN) 0000 0001 1670 1504 · CERL cnp00388441 · GND (DE) 117046469 |